# Larry Ramos
Hilario Ramos Jr. (19 aprile 1942 – 30 aprile 2014) è stato un chitarrista e cantante statunitense, membro dei gruppi The Association e The New Christy Minstrels.

## Biografia
Ramos è nato alle Hawaii e ha imparato a suonare l'ukulele da bambino. Era un membro del gruppo pop Sunshine The Association. Prima di entrare nell'Associazione, nel 1963, vinse un Grammy con The New Christy Minstrels.

## Morte
Ramos è morto di melanoma il 30 aprile 2014 all'età di 72 anni.